# 王济夫
王济夫（1928年—1999年4月12日），原名王春升，男，山东荣成人，中华人民共和国文艺活动家、书法家、政治人物，原中华人民共和国文化部副部长，第六届全国人大代表，第七、八届全国政协委员。